# Московское машиностроительное предприятие имени В. В. Чернышёва
«Московское машиностроительное предприятие имени В. В. Чернышёва» — российское авиадвигателестроительное предприятие в Москве. Акционерное общество, входит в состав Объединённой двигателестроительной корпорации (ОДК) Госкорпорации Ростех. Из-за вторжения России на Украину предприятие находится под санкциями всех стран Евросоюза и США.

## История
Предприятие создано в 1932 году, на базе авиаремонтных мастерских Гражданского воздушного флота (ГВФ). Здесь впервые в стране были созданы звездообразные поршневые моторы конструкции Швецова-Назарова-Коссова: МГ-11, МГ-21 и МГ-31Ф для лёгких гражданских самолётов «Сталь-2», Ш-7.
В годы Великой Отечественной войны на заводе производились авиадизели конструкции Чаромского-Тулупова-Яковлева: АН-1, М-30, АЧ-30Б для ночных бомбардировщиков Пе-8, Ер-2, а также торпедных катеров и танков. 

С июля 1941 по март 1942 года завод был в эвакуации в Казани.
С 1945 по 1947 года главным инженером, а с 1947 по 1983 год — директором завода — был В. В. Чернышёв.
В 1947 году на предприятии было организованно крупносерийное производство первых в стране турбореактивных двигателей РД-500 на базе Rolls-Royce Derwent V (всего их было выпущено с 1948 по 1951 гг. 1274 единиц), а также двигатель ВК-1 (тяга 2,7 т) конструкции В. Я. Климова, который позволил истребителю-перехватчику МиГ-15бис увеличить дальность полёта до 2000 км, а фронтовому истребителю МиГ-17 стать первым отечественным самолётом, превысившим скорость звука в горизонтальном полёте.
Двигатели использовались на самолётах конструкции Ильюшина, Лавочкина, Микояна, Сухого, Туполева, Яковлева.
В 1952 году на заводе начали производство авиадвигателя АМ-5А (конструктор А. А. Микулин) для всепогодного истребителя-перехватчика Як-25.
В 1958 году завод приступил к изготовлению двигателя С. К. Туманского Р11Ф-300, который на истребителе МиГ-21 позволил установить рекорды скорости и высоты полёта. Одновременно на заводе производились жидкостно-реактивные двигатели С2-1150 конструкции А. Исаева для межконтинентальной крылатой ракеты «Буря».
В 1960-е — 1970-е годы практически вся истребительная авиация ВВС СССР оснащалась двигателями производства ММП имени В. В. Чернышёва: на предприятии был начат серийный выпуск мощных двухвальных ТРДФ со сверхзвуковыми ступенями компрессора конструкции С. К. Туманского, Н. Г. Мецхваришвили — К. Хачатурова: Р11В-300, Р11АФ-300, Р11Ф2С-300, Р29-300, Р29Б-300, Р-35 с тягой от 3,9 т до 13,2 т. Двигатели устанавливались на высотных самолётах-разведчиках и сверхзвуковых истребителях (фронтовых, перехватчиках, бомбардировщиках) «Яковлева», «Микояна», «Сухого».
В 1966 году предприятие было награждено орденом Ленина, а
в 1976 году — орденом Октябрьской Революции.
С 1982 года завод изготавливал двухконтурный форсированный авиадвигатель (ТРДДФ) четвёртого поколения конструкции С. П. Изотова РД-33 для истребителей МиГ-29.

### Текущая деятельность и состояние
Доля экспорта за 2012 год занимала 78 % от общего объёма реализованной продукции. Основные государства-партнёры: Китай, Индия (сотрудничество с корпорацией HAL), Малайзия, Алжир, Бангладеш, Словакия, Сербия, Мьянма, Болгария, Польша. Двигатели предприятия РД-33 серии 2,3 и МК эксплуатируются в 23 странах мира.
В 2014 году предприятие своевременно исполнило обязательства в рамках гособоронзаказа. Выполнило на 100 % работы по сервисному обслуживанию двигателей в интересах Министерства обороны России и иностранных заказчиков. Предприятие показало следующие показатели:
- Объём выручки от продаж составил 7158,6 млн руб. — на 34 % выше 2013 года.
- Валовая прибыль — 627,633 млн руб.
- Кредиторская задолженность — 4956,706 млн руб.;
- Дебиторская задолженность — 5040,473 млн руб.;
- Чистый убыток — 14 010,473 млн руб.

В течение 2014 года предприятие обеспечило рост средней зарплаты на 9,7 % и выплаты без задержек, а также выполняло ряд других социальных проектов.
С 19 декабря 2015 года, по решению внеочередного общего собрания акционеров АО «ММП имени В. В. Чернышёва» от 8.12.2015 года, в целях приведения Устава в соответствие с 4 главой Гражданского кодекса Российской Федерации, изменилось наименование предприятия на:
- Полное фирменное наименование на русском языке — Акционерное общество «Московское машиностроительное предприятие имени В. В. Чернышёва»;
- Сокращённое наименование на русском языке — АО «ММП имени В. В. Чернышёва»;
- Полное фирменное наименование на английском языке — Joint Stock Company «Chernyshev Moscow machine-building enterprise»;
- Сокращённое фирменное наименование на английском языке — JSC «Chernyshev MME».

В 2021 году было принято решение переместить завод с оборудованием и с частичным сохранением коллектива на площадку ПК «Салют». По плану, утверждённому руководством завода, перемещение имущества предприятия запланировано на сентябрь 2025 года. Имущественный комплекс расположенный на общей площади 60 гектаров был продан за 11 миллиардов рублей. На месте оборонного завода появится жилой квартал.

## Продукция

### Производство
Основная продукция — двигатели для лёгких фронтовых истребителей, учебно-тренировочных самолётов, вертолётов, самолётов местных воздушных линий, лёгких транспортных самолётов, беспилотных летательных аппаратов.
Предприятие производит двигатели РД-33 и его модификации для самолётов МиГ-35, МиГ-29, МиГ-29CМТ, МиГ-29К/КУБ, МиГ-29М/М2, находящихся в эксплуатации как российских, так и иностранных ВВС. Одним из важных направлений деятельности является ремонт и постпродажное сопровождение двигателей РД-33 и его модификаций. Совместно с ОАО «Климов» предприятие провело разработку нескольких модификаций двигателя РД-33, в том числе РД-ЗЗМК для корабельного истребителя МиГ-29К.
С 2015 года ММП имени В. В. Чернышёва поставляет комплектующие для вертолётного двигателя ВК-2500 разработчику двигателя ОАО «Климов». Двигатель ВК-2500 устанавливается на вертолёты Ми-8, Ми-24, Ка-52 и Ми-28. Производство ведётся в рамках программы по импортозамещению — ранее единственным производителем являлся украинский завод «Мотор Сич».
АО «ММП имени В. В. Чернышёва» в 2015 году вошло в состав кооперантов производителей двигателей семейства ТВ7-117 для самолётов Ил-112, Ил-114 и вертолетов Ми-38; в конце 2015 года предприятие выпустило первые узлы для двигателя ТВ7-117В.

### Ремонт
Одним из важнейших направлений деятельности предприятия является ремонт двигателей, главным образом двигателей РД-33 1-й и 2-й серий. В ремонт начинают поступать и двигатели 3-й серии.
Также предприятие ремонтирует двигатели предыдущего поколения, для самолётов МиГ-23 и МиГ-27.

### Гражданская продукция
C 1955 по 1962 год предприятие выпускало лодочные моторы «Москва» мощностью 10 и 10,5 л. с., затем производство было передано на Ржевский моторостроительный завод.
С 1967 по 2009 год предприятие массово выпускало лодочные моторы «Нептун» мощностью от 18 до 25 лошадиных сил.
В начале 80-х годов был разработан советский мотокультиватор МК-1 «Крот» среднего класса, запущен в производство и налажен массовый выпуск с 1983 года.
Известные люди, работавшие на предприятии
- Елохин, Иван Петрович — участник Великой Отечественной войны, полный кавалер ордена Славы. В 1959 году окончил трёхгодичную школу мастеров при заводе и работал старшим мастером цеха.
- Лев Иванович Яшин — советский футболист, вратарь. Работал в инструментальном цехе с 1943 по 1949 годы

## Названия предприятия
Прежние названия предприятия:
- с 1932 года — Завод № 63 ГВФ,
- с 1933 года — Завод № 82 ГВФ,
- с 1936 года — Завод № 82 НИИ ГВФ,
- с 1938 года -завод № 82 НКВД,
- с 1940 года — Завод № 82 Наркомавиапрома,
- с августа 1941 по февраль 1942 завод находился в эвакуации в Казани,
- с 1942 года — Завод № 500 НКАП,
- с 1963 года — Завод «Красный Октябрь» МАП,
- с 1983 года — ММП имени В. В. Чернышёва.